# 마노스: 운명의 손
《마노스: 운명의 손》(Manos: The Hands of Fate)은 1966년 제작된 미국의 호러 영화로, 텍사스 엘 파소에서 비료를 팔던 해롤드 워렌이 각본, 감독, 제작을 도맡아 한 작품이다. 주연 역시 워렌이 맡았으며, 엘 파소 영화 배우였던 톰 니먼과 존 레이놀즈도 함께 출연하였다. 이 영화는 미국에서는 B급 영화들을 소개하면서 조롱하는 코미디 TV 프로그램 미스터리 싸이언스 씨어터 3000 (Mystery Science Theatre 3000)에서 소개되면서 뒤늦게 이름을 알렸다.
영화는 필름 제작에 거의 경험이 없던 이들이 모여 빠듯한 예산을 가지고 제작되었다. 시사회 때부터 영화는 혹독한 비평과 매우 저조한 실적을 겪었으며, 잊혀졌다가 “미스터리 싸이언스 씨어터 3000”을 통해 다시 ‘유명’해졌다. 방송에서 소개된 이후로 “마노스: 운명의 손”은 사상 최악의 영화 중 하나라는 명성을 누리고 있다.

## 스토리
이야기는 마이클 (해롤드 워렌 분)과 그의 아내 마가렛 (다이앤 마리 분), 그리고 딸 데비 (잭키 니먼 존스 분), 그리고 애완견 페피로 이루어진 가족을 중심으로 이루어진다. 이들은 휴가를 가던 도중 길을 잃고 어느 미스터리한 오두막에 하룻밤을 머무르게 되고, 그곳에서 만난 괴상한 생김새의 토르고 (존 레이놀즈 분)는 “여기서 나갈 수 없다. 곧 어두워진다. 여기서 나갈 수 없다”라는 이상한 말을 반복한다. 이후 토르고는 마가렛과 데비를 ‘주인님’ (톰 니먼 분)의 아내로 만들려고 하는데, ‘주인님’은 다름 아닌 묘지에 잠들어있는 남자로 이미 여러 명의 ‘좀비’ 아내를 두고 있었다.
‘주인님’과 그의 좀비 아내들이 가족을 어떻게 처리할 것인가를 놓고 다투던 도중, ‘주인님’은 돌연 자신이 모시는 신 “마노스”에게 토르고와 첫 번째 아내를 희생양으로 바치게 된다(마노스의 정체는 영화가 끝날 때까지 나오지 않는다). 마이클 가족은 이곳으로부터 벗어나려고 하나 ‘주인님’에게 길을 막히게 되고, 총을 쏘아도 ‘주인님’은 죽지 않는다. ‘주인님’은 초능력을 이용해 가족을 제압한다. 마지막 씬은 최면에 걸린듯한 상태로 토르고가 하던 일을 하는 마이클이 새로운 여행객을 맞는 모습과 ‘주인님’의 묘지 옆에 누워있는 마가렛과 데비의 모습을 비춰준다.
한편으로 영화 내내 도로에 세워둔 차에서 서로 애무를 하는 커플의 모습이 나온다. 이들은 차를 빼라고 말하기 위해 찾아온 경찰과의 대화에서 짧게나마 어떤 가족 (즉, 마이클 가족)이 길을 지나갔다고 얘기를 하나 궁극적으로 메인 플롯과 아무런 관계도 없다.

## 캐스팅
- 해롤드 워렌 : 마이클 역
- 다이앤 마리 : 마가렛 역
- 잭키 니먼 존스 : 데비 역
- 존 레이놀즈 : 토르고 역
- 톰 니먼 : 주인님 역

### 기타 캐릭터
- ‘주인님’의 아내들 (스테파니 닐슨, 쉐리 프록터, 로빈 레드, 제이 홀, 베티 번즈 분)
- 애무하는 커플 (버니 로젠블룸, 조이스 몰레어 분). 영화가 끝날 때까지 차에 앉아 애무함.
- 경찰관들 (윌리엄 브라이언 제닝스, 조지 카벤더 분). 애무하는 커플의 차를 도로에서 빼기 위해 등장. 잠시 마이클 가족이 있는 쪽으로 가려하기도 하나 이내 포기하는 듯한 모습을 보임.
- 여자 여행객 (팻 코번, 팻 설리번 분). 마지막 장면에 오두막으로 찾아와 마이클과 만나는 두 여행객.

## 마노스 이후
영화에 참여한 대부분은 “마노스” 이후 어떤 영화에도 출연 혹은 참여하질 않았다. 해롤드 워렌은 거친 사막의 바이커들 (Wild Desert Bikers)이라는 영화를 하나 더 제작하려 했으나 “마노스”의 실패로 어떤 제작사도 그의 영화에 투자할 것을 거절하였다. 토르고 역으로 출연했던 존 레이놀즈는 제작 완료 6개월 후 자살하였다. 워렌은 이미 제작되어있던 대본을 소설로 다시 써 출판하려 했으나 이 역시 실패하였다. 한편 경찰관으로 출연했던 윌리엄 브라이언 제닝스의 아들 벤튼 제닝스는 현재 수많은 TV 프로그램과 영화, 광고에 출연하는 등의 활동을 하고 있다.

## 제작
워렌은 원래 엘 파소의 영화 무대에 이리저리 기웃거리던 사람으로, 한 번은 TV 시리즈물 루트 66 (Route 66)에 단역으로 출연한 적도 있다. 그 인연으로 대본 작가 스털링 실리펀트와 만난 그는, 그와 얘기를 하다가 워렌 그가 혼자서 영화를 찍을 수 있을지 없을지에 대해 내기를 하게 되었다. 내기가 성립된 이후 워렌은 당장 카페 냅킨에 대본의 윤곽을 잡아가기 시작했다고 한다. 영화 예산을 위해, 워렌은 19000 달러 (현재 가치로 12만 달러 정도) 정도를 모았으며, 지역 극장과 모델 에이전시에서 배우들을 모집하였다. 임금을 지급할 돈이 없었던 워렌은 스탭진에게 영화 수익을 나누어주겠다는 약속을 하였다.
처음에는 죄악의 오두막 (The Lodge of Sins)이란 타이틀로 제작 시작된 영화는, 1966년 중반에 16mm 필름 벨 & 하웰 카메라를 이용해 촬영되었다. 당시 벨 & 하웰 카메라는 손으로 필름을 감아야했으며, 32초 밖에 찍을 수가 없었다. 어떤 사람은 영화에 존재하는 수많은 편집 오류들의 원인이 이것이 아닐까 하고 얘기하기도 하였다. 벨 & 하웰 카메라엔 동시 녹음 기능이 없었으므로, 모든 음향은 이후 더빙으로 이루어졌다. 더빙은 워렌을 포함한 3~4명의 사람이 모두 했다고 알려져있다. 이후 제작 기간 동안, 워렌은 영화 제목을 “마노스: 운명의 손”으로 고쳤다. “마노스”란 단어는 스페인어로 ‘손’이란 뜻이었으므로, 영화 제목을 직역하면 “손: 운명의 손”이 되는 셈이었다.
제작 초기에, 여배우 중 한 명이 다리가 부러졌는데, 워렌은 그녀의 역을 애무하는 커플 역으로 옮겨 영화 내내 컨버터블에 앉아 남자친구와 애무하게 만들었다. 한편 토르고를 사티로스처럼 보이게 하기 위해, 존 레이놀즈는 바지 아래 금속 기구를 걸쳤다. 이는 캐릭터의 무릎을 크게 부풀리고 걷는 데 문제가 있어보이게 만들기 위함이었다. 제작 기간 동안 레이놀즈가 가짜 말발굽을 제작하였다고도 하나, 영화 촬영 중에 그는 부츠를 신고 출연하였다.
워렌은 밤에 촬영하는 데 애를 먹었으며, 의사야경 기법을 사용하지 않고 밤이 되어야 야간 씬을 찍었다. 야간 씬 촬영 중에는, 카메라와 조명 때문에 나방이 항상 꼬였으며, 이는 영화에도 분명하게 보인다. 또한, 영화 도중 마이클이 오두막에서 총격전을 벌일 때 경찰들이 총성을 듣고 확인하러 가려하는 씬이 있는데, 이때 패닝 샷을 찍을만큼 충분한 조명이 없었던 관계로 경찰들은 몇 미터 이상 움직일 수가 없었다. 덕분에 해당 씬에서 경찰들은 총성을 듣고 차 밖으로 나와, 몇 발자국 떼지 않아 조사를 포기하고 떠나는 모습으로 비춰진다.
워렌은 촬영 도중 일어난 문제는 모두 편집으로 제거하겠다고 말하였으나, 실제론 최소 한도의 필름 편집만이 이루어졌다. 특히 애무하는 커플의 씬의 경우, 클래퍼보드 (딱딱이)의 모습이 확실하게 카메라에 잡힌 걸 볼 수 있다. 오프닝 시퀀스의 경우 마이클 가족이 몇 분 간 거의 말을 하지 않고 호텔을 찾아다니는 모습이 있는데, 사실 워렌은 여기에 오프닝 크레딧을 넣으려 했으나 작업을 잊었거나 하지 못했다고 한다. 워렌의 이런 아마추어리즘에 스탭들은 혀를 내둘렀으며, 워렌 몰래 영화를 “망고스: 과일 캔 (Mangos: The Cans of Fruit)”이라고 불렀다고 한다.

## 반응
“마노스: 운명의 손”은 워렌의 고향인 텍사스주 엘 파소에 있는 카프리 극장에서 1966년 11월 15일 시사회를 가졌다. 워렌은 시사회에 쓰려고 서치라이트를 구했으며, 헐리우드 분위기를 내기 위해 캐스트가 탈 리무진을 대여했다. 하지만 리무진 한 대 밖에 대여가 안 되었으므로, 캐스트를 반으로 나누어 한 그룹을 시사회로 태우고, 다시 리무진을 돌려 기다리고 있던 나머지 그룹을 근처 모퉁이에서 태우고 시사회로 데려와야했다. 시사회에는 시장, 지역 보안관 등 지역의 주요 인사들이 다수 초대되었다. 영화가 시작한 지 얼마 지나지 않아, 시사회장은 웃음으로 가득찼다. 워렌과 나머지 출연진은 민망해진 채로 재빨리 출구를 통해 빠져나갔다. 시사회 후, 워렌은 자신이 보기에도 “마노스”가 최악의 영화라고 생각하지만 그래도 자랑스럽다고 밝혔다. 또한, 잘만 다듬으면 재밌는 코미디 영화로 만들 수 있을 것 같다는 얘기도 인터뷰에서 하였다.
이 영화는 에머슨 사가 배포를 맡았다. 또한 카프리 극장에서 잠시 동안 상영되었으며, 텍사스 서부의 드라이브인 극장에서도 상영이 되었다. 어떤 보고에 따르면 작업의 대가를 받은 스탭은 잭키 니먼 존스와 그녀의 강아지 뿐이었으며, 그 대가도 자전거와 다량의 강아지 음식이었다고 하는데, 이는 영화가 재정적으로 얼마나 크게 실패했는지를 보여준다. 공식 박스오피스 집계는 알려져있지 않다. 영화에 대한 반응은 좋지 않았으나, 워렌은 자신이 혼자 영화를 만들 수 있음을 증명하여, 스털링 실리펀트와의 내기에서 승리하였다.

### 미스터리 싸이언스 씨어터 3000
“마노스: 운명의 손”은 1993년 1월 30일 “미스터리 싸이언스 씨어터 3000”의 네 번째 시즌 마지막 에피소드에 등장하였다. 이 프로그램은 외계인이 주인공을 납치해 B급 영화를 보여주는 것으로 ‘고문’하는 식으로 B급 영화를 소개하는 프로그램이며, 주인공과 친구 로봇 간의 영화평 (혹은 조롱)이 나온다.
영화의 처음에 나오는 몇 분 간의 아무런 대사 없는 오프닝 시퀀스에서는, 영화 제목을 여러 번 외치는 것으로 “마노스”를 패러디하였다. 주인공 조엘과 로봇들은 오프닝 시퀀스를 조롱하면서, 토르고가 괴물인지 아닌지에 대해 얘기하고, ‘주인님’과 강아지를 흉내냈다. 영화의 어떤 장면에서는, 영화의 끔찍한 퀄리티 때문에 더 이상 재밌게 놀릴 수가 없다며 로봇들이 눈물을 흘리기도 하였다. 영화가 끝난 후에는, 마이크 넬슨이 분한 토르고가 느릿느릿한 동작으로, 주문된 지 2시간 된 피자를 갖다주기도 한다. 토르고는 이후에도 몇 편의 에피소드에 등장하였다. 극중에서 주인공을 납치한 포레스터 박사와 프랭크는, 자신이 보기에도 영화가 저질이었다면서 끝에 주인공에게 사과를 한다.